# Нёлым
Нёлым — река в России, протекает в Тюменской области. Устье реки находится в 49 км по правому берегу реки Демьянка. Длина реки составляет 117 км.

## Притоки
- Чериньега (пр)
- Кедровая (пр)
- 58 км Большая Березовка (пр)
  - Петрованова (пр)
  - Малая Березовка (пр)
- Вах (пр)
- Вачага (лв)
- Ершовка (пр)

## Данные водного реестра
По данным государственного водного реестра России относится к Иртышскому бассейновому округу, водохозяйственный участок реки — Иртыш от впадения реки Тобол до города Ханты-Мансийск (выше), без реки Конда, речной подбассейн реки — бассейны притоков Иртыша от Тобола до Оби. Речной бассейн реки — Иртыш.